# Regla de Allen
La regla de Allen es una regla biológica postulada por Joel Asaph Allen en 1877. La regla dice que las formas y proporciones de los cuerpos de los animales endotermos varían por la temperatura climática, minimizando el área superficial expuesta para reducir la pérdida de calor en climas fríos o maximizando el área superficial expuesta para aumentar la pérdida de calor en climas calientes. La regla predice que los endotermos de climas cálidos por lo general tienen orejas, colas, extremidades, hocicos, etc. que son largos y delgados mientras que los animales equivalentes de climas fríos por lo general tienen versiones más cortas y gruesas de esas partes del cuerpo.

## Explicación

Estos dos prismas rectangulares tienen el mismo volumen, pero tienen diferentes áreas superficiales.

La regla de Allen predice que los animales endotérmicos con el mismo volumen corporal deben tener diferentes áreas superficiales que van a ayudar o impedir su disipación de calor.
El diagrama a la derecha se muestra dos prismas rectangulares que están compuestas por ocho cubos. Cada cubo unitario contiene una unidad cúbico de volumen y cada una de las superficies de los cubos son una unidad cuadrado de área. Un prisma rectangular que es dos cubos de ancho, un cubo de largo y cuatro cubos de altura tendrá un volumen de 8 unidades3 y un área superficial de 28 unidades2. Un cubo compuesto que es de dos cubos de ancho, dos cubos de largo y dos cubos de alta tendrá el mismo volumen de 8 unidades3 pero un área superficial es 24 unidades2.
En climas fríos, la regla de Allen predice que los animales deben tener comparativamente bajas proporciones de superficie a volumen. Porque los animales en climas fríos tienen que conservar la mayor cantidad posible de calor, la regla de Allen predice que deberían tener unas bajas proporciones de superficie a volumen para minimizar la superficie por la que disipan el calor, permitiendo más retención de calor.
En climas cálidos, la regla de Allen predice que los animales deben tener comparativamente altas proporciones de superficie a volumen. Porque los animales con bajas proporciones de área superficial a volumen se sobrecalentarían rápidamente, la regla de Allen predice que los animales en climas cálidos deberían tener unas altas proporciones de superficie a volumen para maximizar el área superficial por la que disipan el calor, permitiendo más disipación de calor.
R.L. Nudds y S.A. Oswald (2007) del Instituto de Biología Integrativa y Comparada en la Universidad de Leeds dijeron que hay poco apoyo empírico para la regla de Allen aunque la regla de Allen ha sido un «principio ecológico establecido». Nudds y Oswald dijeron que el apoyo para la regla de Allen se basa principalmente en estudios de especies individuales, porque los estudios de varias especies están «confundidos» por los efectos de escala de la «regla de Bergmann» y adaptaciones alternativas que contrarresten las predicciones de la regla de Allen.
J.S. Alho et al. de la Unidad de Investigaciones Ecológicas de la Universidad de Helsinki, Finlandia, dijo que, aunque la regla de Allen fue formulado originalmente para endotermos, se puede aplicar a ectotermos que se derivan de la temperatura corporal del ambiente. Alho dijo que ectotermos con menos superficie a volumen se calientan más lentamente y se enfrían más lentamente, y esta resistencia a los cambios de temperatura pueden ser adaptativos en «ambientes térmicamente heterogéneos». Alho dijo que hay un renovado interés en la regla de Allen se debe al calentamiento global y los «cambios microevolutivos» que se predice por la regla de Allen.

## Mecanismo
Un factor que contribuye a la regla de Allen puede ser que el crecimiento del cartílago depende en parte de la temperatura. Investigadores de la Universidad Estatal de Pensilvania han demostrado que la temperatura puede afectar directamente el crecimiento de cartílago, mostrándose una explicación biológica para esta regla. En un experimento, los experimentadores criaban los ratones en 2 grados, 26 grados o 48 grados Celsius y luego se midieron sus colas y orejas. Encontraron que las colas y orejas fueron significativamente más cortas en los ratones criados en el frío, en comparación con los ratones criados en temperaturas más cálidas, aunque sus pesos de sus cuerpos en general eran los mismos. Encontraron que los ratones criados en el frío tenían menos flujo de sangre en sus extremidades. Cuando trataban de crecer muestras óseas en diferentes temperaturas, los investigadores encontraron que las muestras cultivadas en temperaturas más cálidas tuvieron significativamente mayor crecimiento del cartílago que las cultivadas en temperaturas más frías.

## En los seres humanos

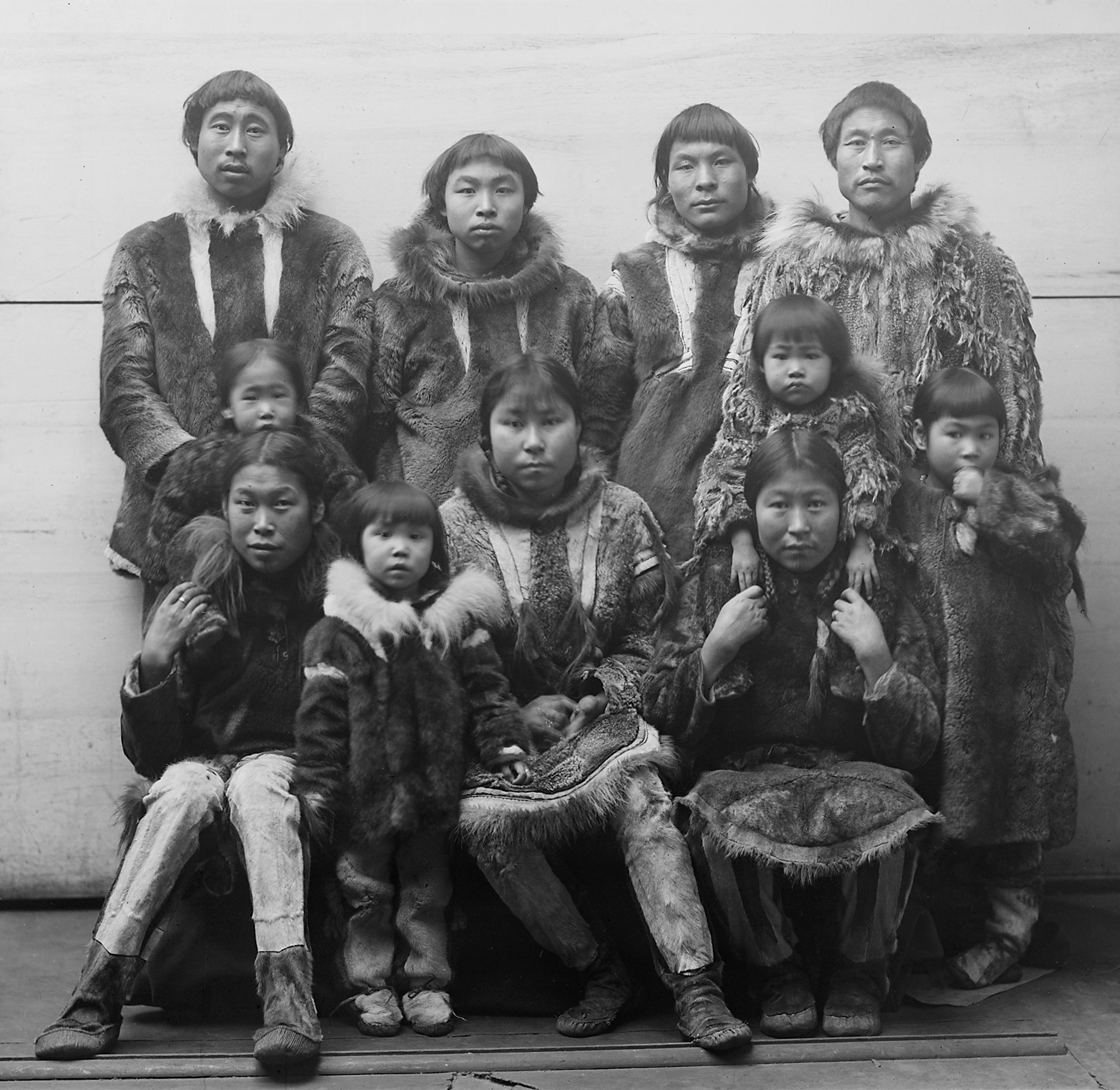
«grupo esquimal» por el fotógrafo William Dinwiddie (1894)

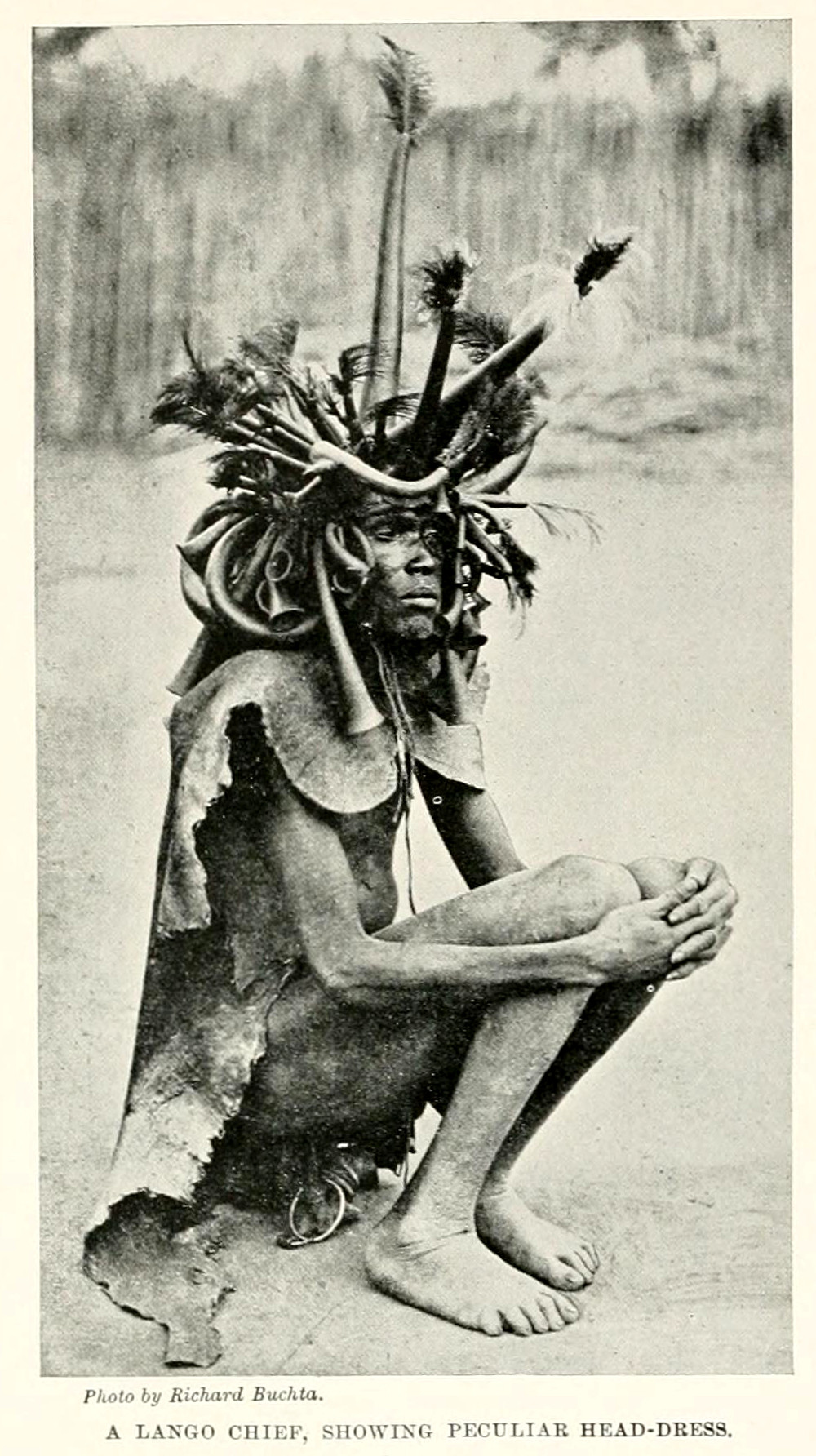
el jefe del pueblo lango
(un pueblo en Uganda)

Katzmarzyk y Leonard dijeron que las poblaciones humanas parecen seguir las predicciones de la regla de Allen. Dijeron que hay una asociación negativa entre el índice de masa corporal y la temperatura media anual de las poblaciones humanas indígenas, significando que las personas que se originan en las regiones más frías tienen una estructura más pesada para su estatura y la gente que se originan en las regiones más cálidas tienen una estructura más ligera para su altura. Dijeron que altura de sentándose relativa se correlacionó negativamente con la temperatura para las poblaciones humanas indígenas, significando que las personas que se originan en las regiones más frías tienen piernas proporcionalmente más cortas para su altura y la gente que se originan en las regiones más cálidas tienen piernas proporcionalmente más largas para su altura.
A.T. Steegman del Departamento de Antropología de la Universidad Estatal de Nueva York investigaba el supuesto de que la regla de Allen causó la configuración estructural de la cara «ártica mongoloide». Steegman hizo un experimento que involucró a la supervivencia de las ratas en el frío. Steegman dijo que las ratas con estrechos pasajes nasales, caras más anchas, colas más cortas y las piernas más cortas sobrevivieron mejor en el frío. Steegman dijo que los resultados experimentales tenían similitudes con los «mongoloides árticos», en particular el «esquimal» y «aleutiano», porque estos «mongoloides árticos» tienen características similares que son de acuerdo con la regla de Allen: un pasaje nasal estrecho, cabezas relativamente grandes, cabezas largas a redondeadas, grandes mandíbulas, relativamente grandes cuerpos y extremidades cortas.

## Ejemplos en los animales
El oso polar tiene extremidades robustas y orejas muy cortas que están de acuerdo con las predicciones de la regla de Allen.
Las poblaciones de la misma especie de diferentes latitudes también pueden seguir la regla de Allen.
RL Nudds y SA Oswald (2007) del Instituto de Biología Integrativa y Comparado en la Universidad de Leeds hizo un estudio de las longitudes de las piernas expuestas de las aves marinas que dice que las longitudes de las piernas expuestas se correlacionaron negativamente con la temperatura máxima del medio ambiente, apoyando las predicciones de la regla de Allen.
J.S. Alho et al. de la Unidad de Investigaciones Ecológicas de la Universidad de Helsinki, Finlandia, dijo que las longitudes de las tibias y los fémures son más altas en poblaciones de la rana común que son indígenas a las latitudes medias y esto es consistente con las predicciones de la regla de Allen para los organismos ectotérmicos.

## Historia de la regla

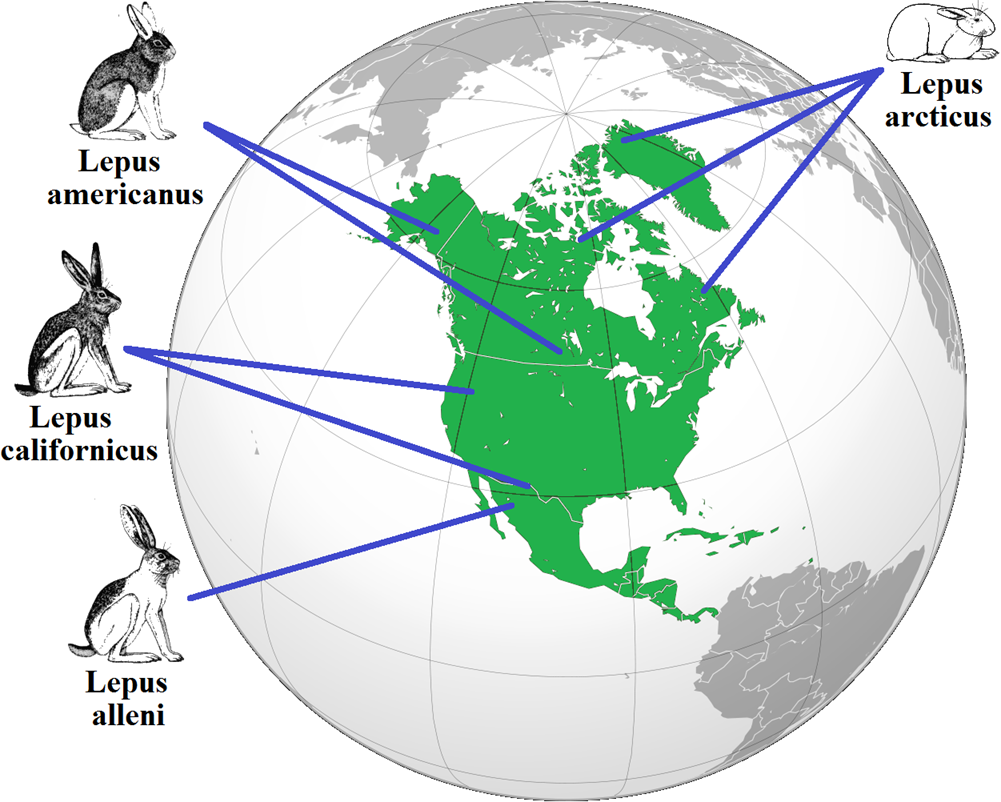
Regla de Allen, Lepus, liebre, Tierra.

Joel Asaph Allen (1838-1921) era un mastozoólogo y un ornitólogo que recopiló datos que relacionaban patrones climáticos con la variación morfológica en animales. Estaba interesado en cómo una población extensamente distribuida puede ser sujetada a las condiciones ambientales diversas a través de su distribución geográfica. Las adaptaciones de animales a esas condiciones pueden incluir gradientes de la estructura y de la función.
Las liebres del género Lepus se utilizan a menudo como ejemplo de la regla de Allen. Las especies del norte (polares) tienen orejas relativamente cortas para reducir al mínimo pérdida de calor excesiva. Inversamente, las liebres del mismo género de un clima seco (árido) tienen orejas relativamente largas para maximizar su pérdida de calor.